# Miogryllus convolutus
Miogryllus convolutus är en insektsart som först beskrevs av Johannson 1763.  Miogryllus convolutus ingår i släktet Miogryllus och familjen syrsor. Inga underarter finns listade i Catalogue of Life.